# 당연무효
당연무효(當然無效)란 법률행위에 흠이 있어서 소송을 통하지 않고서도 무효인 경우를 말한다.

## 판례
- 내용이 법률상 실현이 불가능한 것은 당연무효로서 법률상 부존재이다.
  1. "납세자가 아닌 제3자의 재산을 대상으로 한 압류처분은 그 처분의 내용이 법률상 실현될 수 없는 것이어서 당연무효이다."[대법원 2012. 4. 12. 선고 2010두4612]
  2. "체납자가 아닌 제3자의 소유물건을 대상으로 한 압류처분은 그 하자가 객관적으로 명백한 것인지의 여부와는 관계없이 그 처분의 내용이 법률상 실현될 수 없는 것이어서 당연무효라고 하지 않을 수 없다."[대법원 1993. 4. 27., 선고, 92누12117, 판결]
  3. "행정규칙의 내용이 상위법령에 반하는 것이라면 법치국가원리에서 파생되는 법질서의 통일성과 모순금지 원칙에 따라 그것은 법질서상 당연무효이고, 행정내부적 효력도 인정될 수 없다. 이러한 경우 법원은 해당 행정규칙이 법질서상 부존재하는 것으로 취급하여 행정기관이 한 조치의 당부를 상위법령의 규정과 입법 목적 등에 따라서 판단하여야 한다."[대법원 2013두20011 판결]
  4. "고등교육법 제33조 제2항에서 규정하고 있는 대학원 석사학위과정에 입학할 수 있는 자격을 갖추지 못한 자는 학칙이 정하는 과정을 이수하여 석사학위를 수여받았다고 하더라도 이는 당연무효"[대법원 2007. 7. 27., 선고, 2005다22671, 판결]
- 당연무효 법률행위의 후행행위는 모두 당연무효
  1. “선행행위가 부존재하거나 무효인 경우에는 그 하자는 당연히 후행행위에 승계되어 후행행위도 무효로 된다고 할 것이다.” [대법원 1996. 6. 28. 선고 96누4374 판결]
- 유효한 판결은 재심을 통하여 취소될 수 있다. 그러나, 당연무효의 판결은 재심의 대상이 아니다.
  1. “원래 재심의 소는 종국판결의 확정력을 제거함을 그 목적으로 하는 것으로 확정된 판결에 대하여서만 제기할 수 있는 것이므로 소송수계 또는 당사자표시 정정 등 절차를 밟지 아니하고 사망한 사람을 당사자로 하여 선고된 판결은 당연무효로서 확정력이 없어 이에 대한 재심의 소는 부적법하다” [대법원 1994. 12. 9., 선고, 94다16564, 판결]
- 무효와 당연무효
  1. 무효(Voidable)는 법률행위로서 성립한 이후에 효력이 발생 또는 취소될 수 있는 것을 말하며, 당연무효(Void)는 그 자체로 법률행위로서 성립하지 못한 것을 말한다.
  2. 원고(또는 검사)가 당연무효가 아닌 소장(또는 기소장)을 제출하여 유효임을 주장하고, 법원이 판결로서 유효임을 확정하는 것이 재판이다.
  3. 소장(또는 기소장)이 당연무효(법률상 실현이 불가능한 법률행위)인 경우는 유무효 판결의 대상이 아니기 때문에, 판결도 당연무효의 후행행위로서 당연무효가 된다. 이는 법원조직법 제2조가 말하는 "법률상의 쟁송"에 대해서 법원이 재판권을 가진다는 것과 같은 말이다. 즉, 재판권이 없었기 때문에 판결이 당연무효가 되는 것이다.
  4. 예를 들어,
    1. "나무를 살인하였다"는 기소장은 법률상 나무는 사람이 아니기 때문에 법률상 실현이 불가능하여 당연무효의 기소장이다.
    2. "살인하였다"는 살인의 대상이 없지만, 보충이 가능하기 때문에 당연무효의 기소장이 아니다.
    3. "물건대금으로 정부보조금을 사기하였다"는 기소장은 물건대금은 정부보조금이 아니기 때문에 법률상 실현이 불가능하여 당연무효의 기소장이다.
    4. "물건대금 1억원 및 이자 1억원을 합하여 10억원을 지급한다"라는 계약서는 1+1=2라는 공리를 포함하는 법률상 실현이 불가능하여 당연무효이며, 당사자가 합의하여 2억원을 고친 이후에 성립하는 법률행위가 될 수 있다. 그러나, 10억원을 지급 후에 당사자가 당연무효를 주장하면 재판없이 당연무효가 될 수 있다. 현실적으로는 재판을 통해서 당연무효의 확인을 받아 강제력을 행사할 수 있다.
    5. 판결문 자체가 모순되는 내용으로 구성되어 있으면, 예를 들어 앞에서는 두개의 계약이 관련 계약이라고 선언하고 뒤에서는 개별계약이라는 근거로 뭔가를 판결한다면, 판결문 자체가 법률상 실현이 불가능하여 당연무효의 판결이다.
    6. 판결문 자체가 법에 위반하는 내용이라면, 예를 들어 10세 아동이라고 명시하고 성인에 적용되는 법률을 적용하여 판결하였다면, 판결문 자체가 법률상 실현이 불가능하여 당연무효의 판결이다. 이는 헌법재판소의 판결로 확인되는 위헌판결과는 구분된다.

- 만일, 당연무효의 소장(또는 판결)으로 손해를 보았다면
  - 당연무효는 시효가 없기 때문에, 언제라도 원상회복이 됩니다.
  - 법원이 재판권이 없는 경우이기 때문에, 일단 재판권이 없었음을 확인 받아 원상회복을 할 수 있다.
  - 법원이 권한 없는 권한을 행사한 것이기 때문에, 대한민국을 상대로한 손해배상 청구를 할 수 있다.
- 만일, 당연무효의 기소장(또는 판결)으로 손해를 보았다면
  - 당연무효는 시효가 없기 때문에, 언제라도 원상회복이 됩니다.
  - 법원이 권한 없이 권한을 행사한 것이므로 판결이 당연무효이다.
  - 판결이 당연무효인 것은 재심을 통해서 무죄를 받는 것과 다른 것이다. 무죄를 확정 받은 경우는 형사보상법에 의하여 손해배상을 받지만, 당연무효의 판결에 대한 것은 민법에 근거한 불법행위에 대한 손해배상을 받는다.
  - 당연무효의 판결에 의한 당연무효의 형법을 받았다면, 이는 검사와 법원이 허위공문서 작성 및 행사 그리고 국민의 법률에 의한 재판을 받을 권리를 방해한 것이 되어 직권 남용 및 상황에 따라 내란의 죄가 적용될 수 있다.
  - 기소장이 성립하는 법률행위임을 주장하는 검사가 기소장이 당연무효가 아닌 법률행위임을 증명해야 할 의무가 있으며, 궁극적으로 법원은 기소장이 법률상의 쟁송임을 증명해야 할 법률상의 의무를 가지고 있다. 따라서, 당연무효의 기소장으로 손해를 본 피해자는 국가에 대하여 기소장이 당연무효가 아님을 증명하라고 요구하고, 국가가 성립하는 법률행위임을 증명하지 못하면 손해배상을 받을 채권을 확보하게 된다.
- 행정청이 법률에 근거하여 행정처분을 한 후에 헌법재판소가 그 법률을 위헌으로 결정하였다면 그 행정처분은 결과적으로 법률의 근거가 없이 행하여진 것과 마찬가지가 되어 하자가 있다고 할 것이나, 하자 있는 행정처분이 당연무효가 되기 위해서는 그 하자가 중대할 뿐만 아니라 명백한 것이어야 하는데, 일반적으로 법률이 헌법에 위반된다는 사정은 헌법재판소의 위헌결정이 있기 전에는 객관적으로 명백한 것이라고 할 수 없으므로 특별한 사정이 없는 한 이러한 하자는 위 행정처분의 취소사유에 해당할 뿐 당연무효 사유는 아니다.[1]

- 행정청이 행정처분을 한 후에 헌법재판소가 그 근거법률을 위헌으로 결정한 경우에도, 결과적으로 그 행정처분은 법률의 근거가 없이 행하여진 것과 마찬가지가 되어 하자 있는 것이 되기는 하지만, 일반적으로 법률이 헌법에 위반된다는 사정이 헌법재판소의 위헌결정이 있기 전에는 객관적으로 명백한 것이라고 할 수는 없으므로 특별한 사정이 없는 한 이러한 하자는 행정처분의 취소사유에 해당할 뿐 당연무효사유는 아니다(대법원 1994. 11. 11. 선고 94다28000 판결; 대법원 1999. 8. 20. 선고 99다20179 판결; 대법원 2000. 6. 9. 선고 2000다16329 판결 참조). 따라서 법 제3조, 제10조에 대하여 위헌결정이 선고된다 하더라도, 이는 특별한 사정이 없는 한 서울 강남구청장의 위 기반시설부담금 부과처분을 당연무효로 하는 사유가 아니고 다만 취소할 수 있는 사유에 해당한다고 보아야 할 것인데, 위 기반시설부담금 부과처분의 취소소송을 제기할 수 있는 기간은 이미 도과되어 더 이상 이를 다툴 수 없다.

- 특정한 매매의 목적물이 타인의 소유에 속하는 경우라 하더라도 그 매매계약이 원시적 이행불능에 속하는 내용을 목적으로 하는 당연무효의 계약이라고 볼 수 없다.[2]

- 조세 부과의 근거가 되었던 법률규정이 위헌으로 선언된 경우, 비록 그에 기한 과세처분이 위헌결정 전에 이루어졌고, 과세처분에 대한 제소기간이 이미 경과하여 조세채권이 확정되었으며, 조세채권의 집행을 위한 체납처분의 근거규정 자체에 대하여는 따로 위헌결정이 내려진 바 없다고 하더라도, 위와 같은 위헌결정 이후에 조세채권의 집행을 위한 새로운 체납처분에 착수하거나 이를 속행하는 것은 더 이상 허용되지 않고, 나아가 이러한 위헌결정의 효력에 위배하여 이루어진 체납처분은 그 사유만으로 하자가 중대하고 객관적으로 명백하여 당연무효라고 보아야 한다.[3]

- 체납처분으로서 압류의 요건을 규정한 국세징수법 제24조 각 항의 규정을 보면 어느 경우에나 압류의 대상을 납세자의 재산에 국한하고 있으므로, 납세자가 아닌 제3자의 재산을 대상으로 한 압류처분은 그 처분의 내용이 법률상 실현될 수 없는 것이어서 당연무효이다.[4]

## 같이 보기
- 무효
- 취소